# Bahnhof Moldava v Krušných horách

Der Bahnhof Moldava v Krušných horách (deutsch Moldau im Erzgebirge, bis 1945 deutsch: Moldau) ist eine als Bahnhof („Stanice“) klassifizierte Betriebsstelle der Bahnstrecke Most–Moldava v Krušných horách und der seit 1953 abgebauten Strecke nach Freiberg (Sachs) und Nossen. Er liegt auf dem Gebiet der Gemeinde Moldava unter der Adresse Moldava 130 in Tschechien. Moldava war seit seiner Eröffnung im Jahr 1884 bis 1951 Grenzbahnhof zu Sachsen in Deutschland.

## Geschichte
Der Bahnhof Moldava besteht seit der provisorischen Streckeneröffnung am 6. Dezember 1884. Er war von Anfang an als Grenzbahnhof zwischen Sachsen und Böhmen konzipiert. Die Königlich Sächsischen Staatseisenbahnen (K. Sächs. Sts. E.B.) bzw. später die Deutsche Reichsbahn (DR) besaßen für die Anlagen ein Mitnutzungsrecht auf Pachtbasis. In seiner größten Ausdehnung vor 1945 besaß der Bahnhof neun Gleise. An Hochbauten bestanden neben dem Empfangsgebäude ein vierständiges Heizhaus, zwei Güterschuppen (für jede Bahnverwaltung einen) und eine Wasserstation zur Versorgung der Dampflokomotiven.
Ab 1893 gab es in Sachsen konkretere Planungen für eine schmalspurige Pöbeltalbahn nach Schmiedeberg zum Anschluss an die Weißeritztalbahn (Freital-Hainsberg–Kurort Kipsdorf). Bei einer Realisierung hätte die Strecke auf dem Bahnhofsvorplatz oder an der Stirnseite des Empfangsgebäudes geendet.

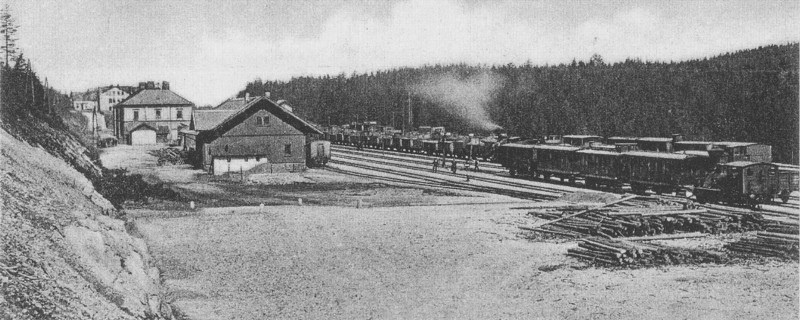
Bahnhof Moldau von Osten mit einem abfahrbereiten Reisezug der kkStB (um 1900)

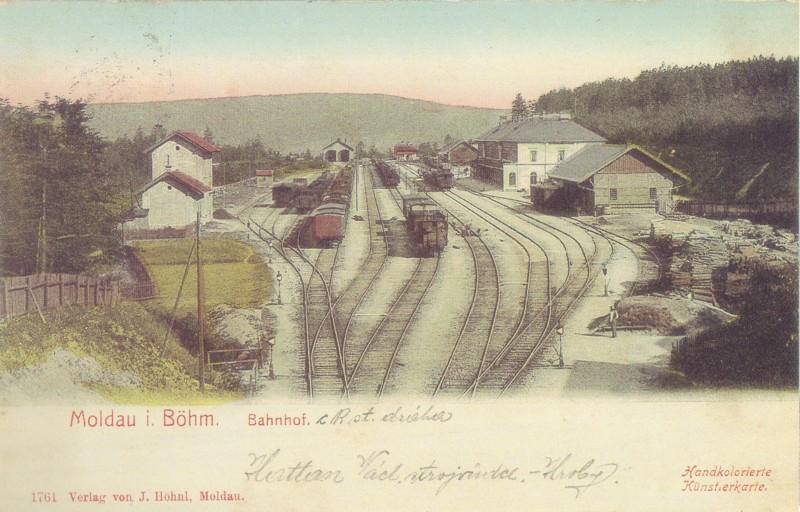
Bahnhof Moldau von der Straßenbrücke gesehen (um 1905)

Im Jahr 1930 wurden 11.300 Güterwagen zwischen den Bahnverwaltungen übergeben. Im Jahr 1938 war der tschechische Schriftsteller Adolf Branald Fahrdienstleiter des Bahnhofes. Eine Gedenktafel am Hausbahnsteig erinnert an ihn.
Eine erste grundlegende Veränderung im Betrieb des Bahnhofs trat mit der Angliederung des Sudetenlandes an Deutschland am 1. Oktober 1938 ein. Die Reichsbahndirektion Dresden führte die Betriebsstelle nun als Bahnhof Moldau. Mit der nicht mehr existenten Staatsgrenze verlor er auch den Status als Grenzbahnhof. Mussten die Reisenden zunächst noch umsteigen, gab es später direkte Personenzugläufe von Nossen nach Brüx.
Eine Zäsur war das Ende des Zweiten Weltkrieges und die folgende Wiedererrichtung des Staates Tschechoslowakei. Am 7. Mai 1945 um 17.30 Uhr verkehrte der letzte Zug von Moldau in Richtung Freiberg, dann kam sämtlicher Zugverkehr auf dem Kamm des Erzgebirges infolge der Zerstörung von Brücken und Anlagen zum Erliegen. Erst ab Oktober 1946 erreichten wieder Züge der ČSD den Bahnhof, nachdem der bei Kriegsende gesprengte Viadukt bei Mikulov instand gesetzt worden war. Ein grenzüberschreitender Verkehr wurde nach 1945 nicht wieder aufgenommen. 1949 demontierte die sowjetische Besatzungsmacht einige Meter Gleis auf deutscher Seite, später wurde die Strecke dort gänzlich abgebaut.
Einen enormen Verkehrsaufschwung gab es noch einmal von 1952 bis 1962, als Baumaterial für die Talsperre Fláje umgeschlagen werden musste. Eine am Bahnhof beginnende acht Kilometer lange Seilbahn lieferte die Baustoffe direkt zur Baustelle. Reste dieser Anlage sind noch heute am Bahnhof sichtbar.
Im Laufe der Jahre verlor der Bahnhof seine umfangreichen Gleisanlagen, die nicht mehr benötigt wurden. Ende der 1980er-Jahre bestanden nur noch zwei Hauptgleise sowie Zweiggleise zu insgesamt drei Laderampen. An Hochbauten existierten neben dem Empfangsgebäude noch der sächsische Güterschuppen, die (bereits stark devastierte) Wasserstation und das Heizhaus. Der frühere böhmische Güterschuppen war bereits abgerissen. Die Ladegleise wurden zuletzt zum Umschlag von Kalk benutzt, der zur Bekämpfung der durch sauren Regen verursachten Waldschäden genutzt wurde.
Am 15. Juli 1998 wurde die Eisenbahnstrecke von Louka u Litvínova bis Moldava einschließlich aller Gebäude und Anlagen als Kulturdenkmal der Tschechischen Republik unter Denkmalschutz gestellt. Seitdem stehen auch die verbliebenen Anlagen in Moldava unter Denkmalschutz. Finanzielle Mittel zur Sicherung und Erneuerung der Anlagen standen allerdings bislang nicht zur Verfügung. Im Jahr 2014 wurde ein Teil der verbliebenen Gleise mit gebrauchten Betonschwellen instand gesetzt.
Das ungenutzte Aufnahmsgebäude erwarb die Gemeinde Moldava 2016 für 3,23 Millionen Kronen, um es als Kulturdenkmal zu erhalten und wieder einer Nutzung zuzuführen. Aus finanziellen Gründen konnte die Gemeinde schließlich nur kleinere Instandsetzungen ausführen. Nach einer Neuwahl beschloss der Gemeinderat im Oktober 2020, das Gebäude wieder zu veräußern. Begründet wird dieser Schritt mit der Tatsache, dass eine Gemeinde mit nur 300 Einwohnern und einem Jahresbudget von lediglich 9,5 Millionen Kronen keine Sanierung des Gebäudes im Umfang von mehr als 50 Millionen Kronen finanzieren kann.

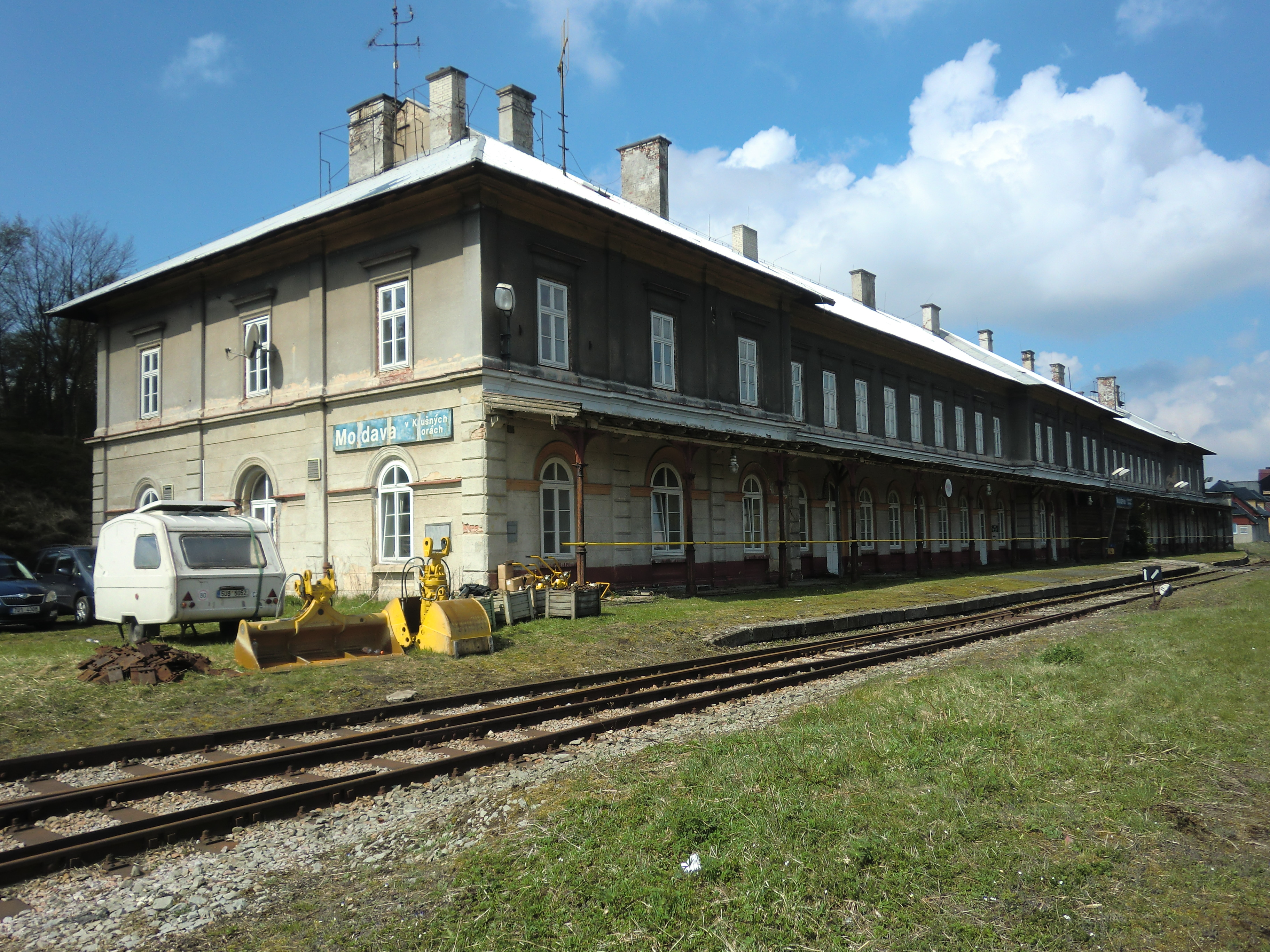
Empfangsgebäude
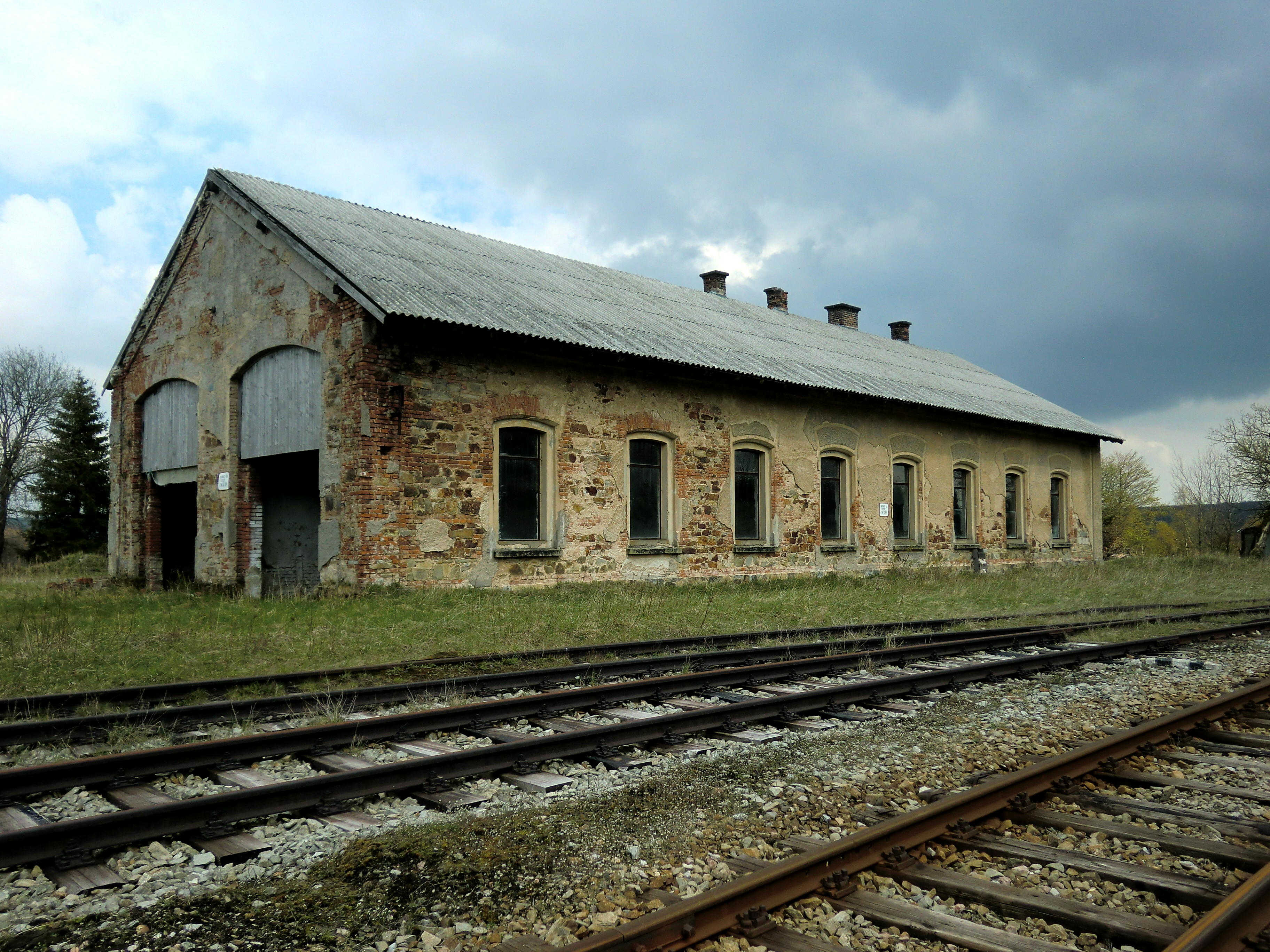
Heizhaus
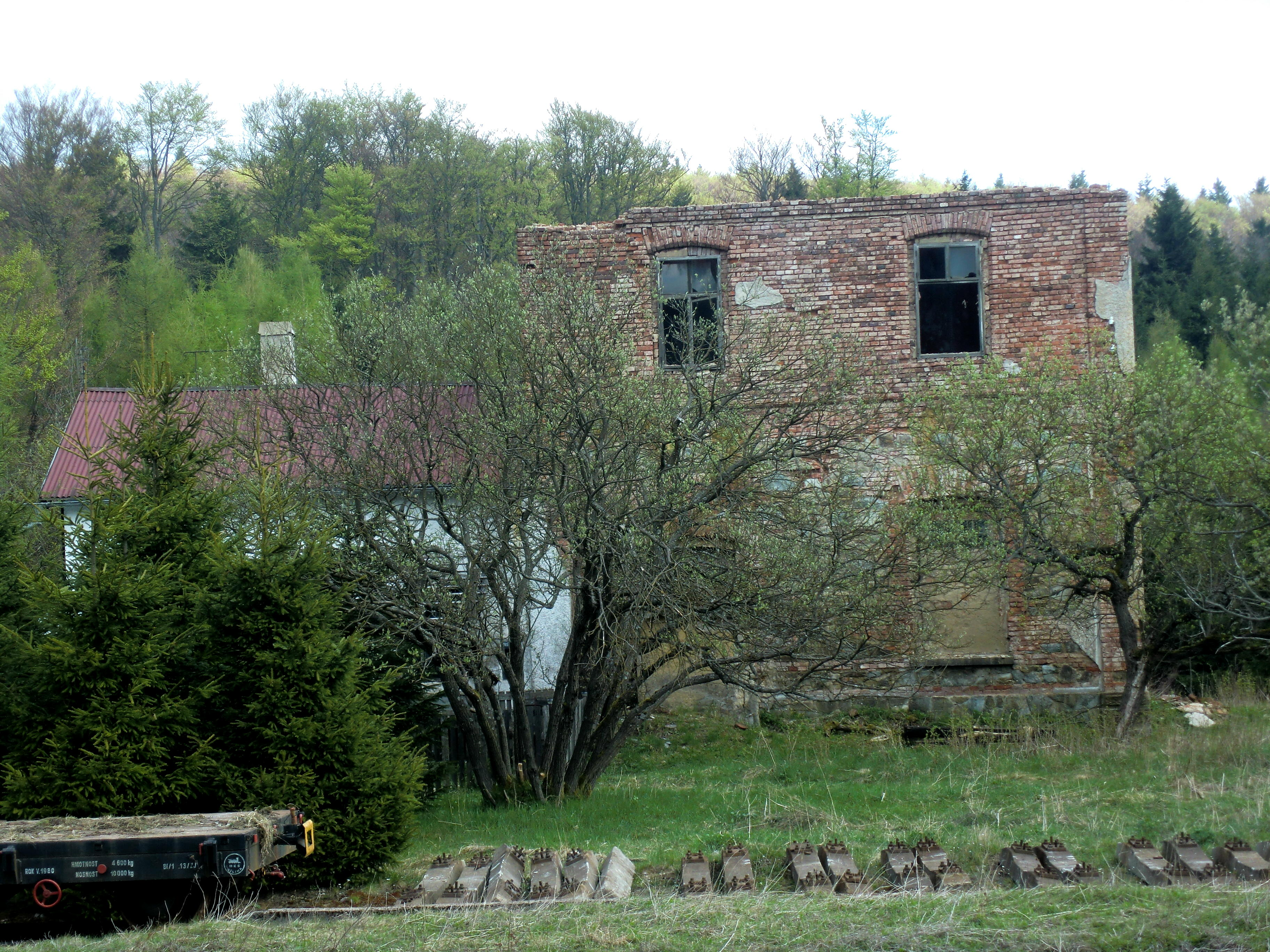
Wasserstation
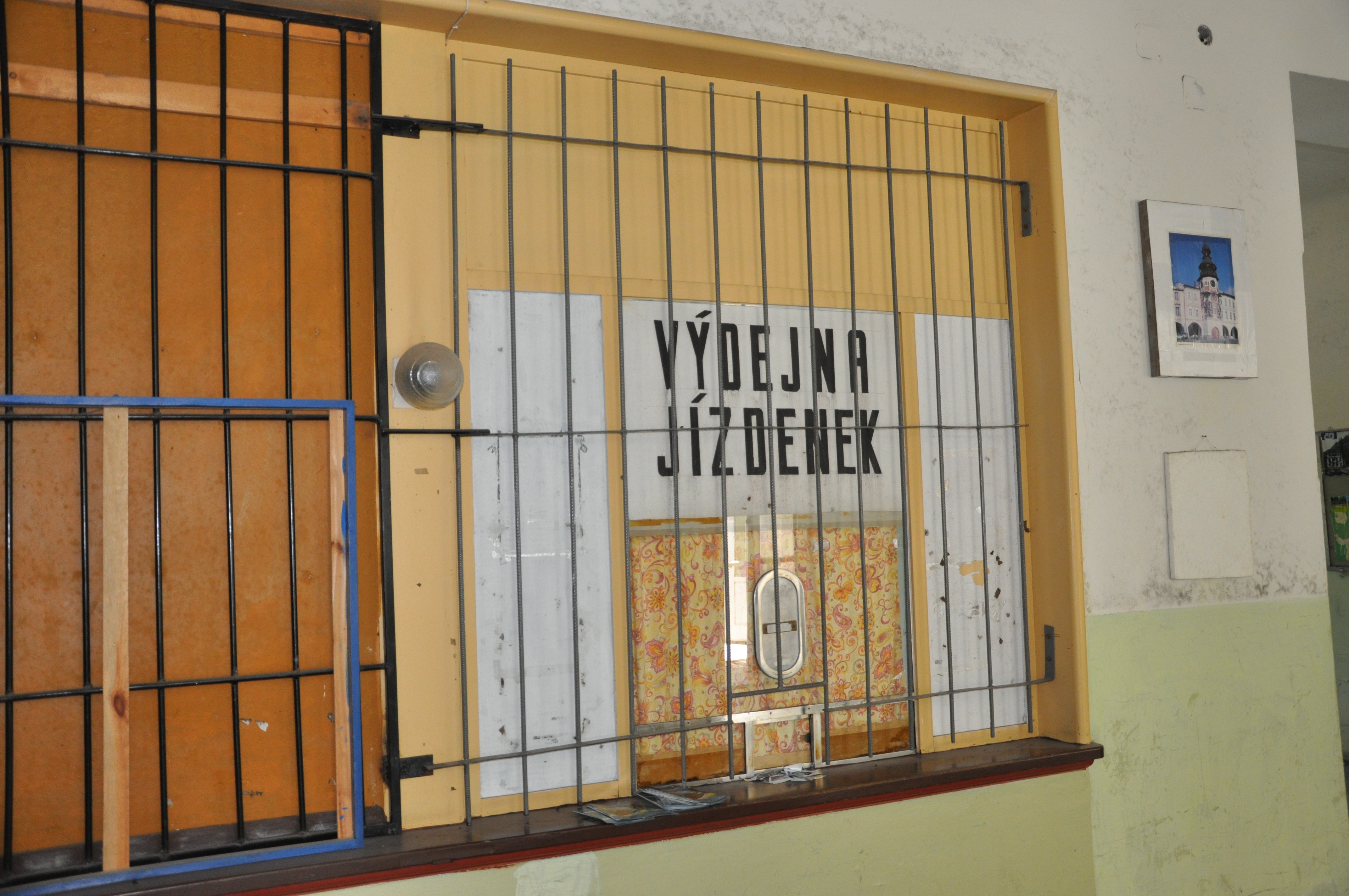
Fahrkartenausgabe
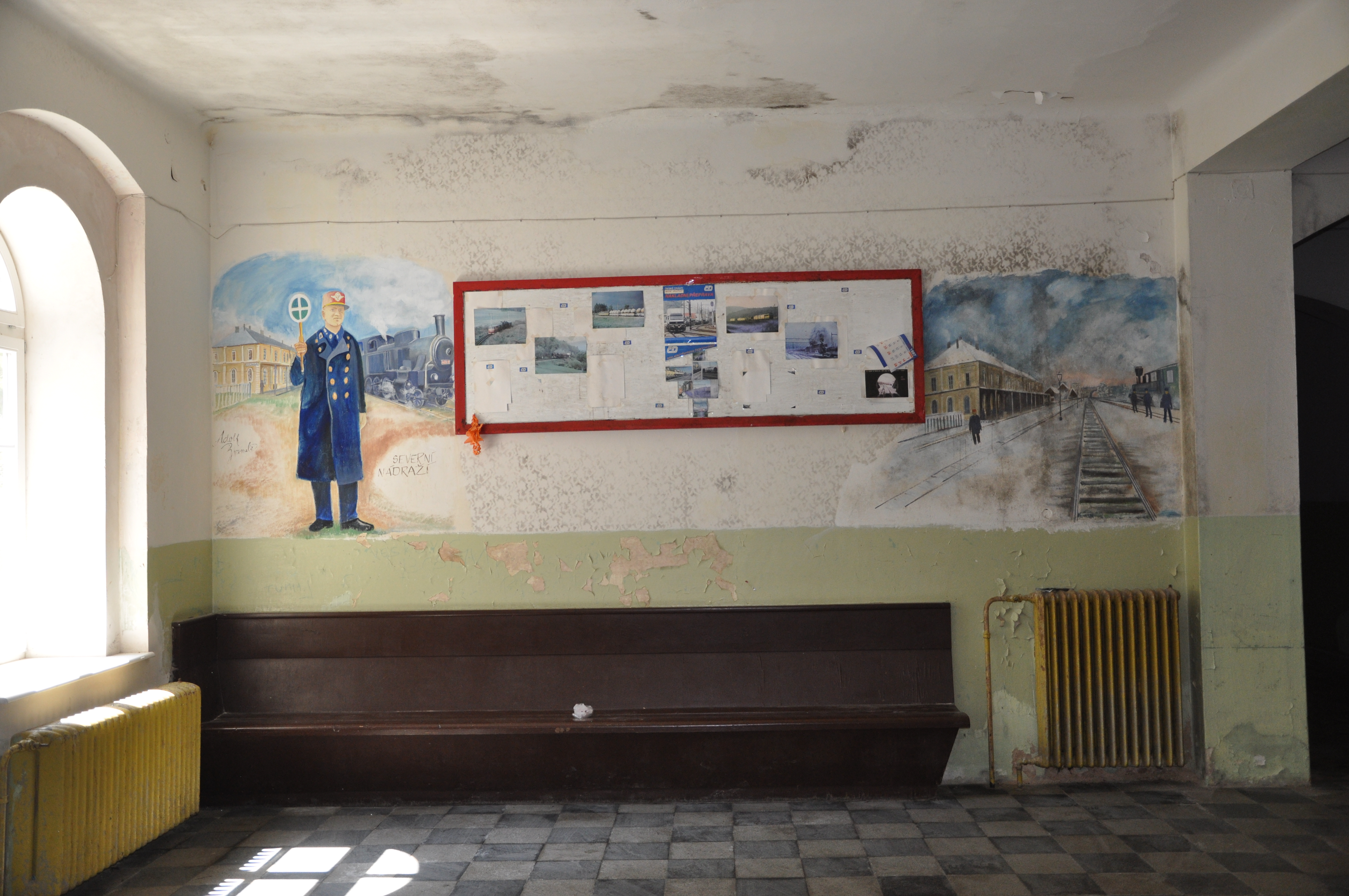
Wartesaal
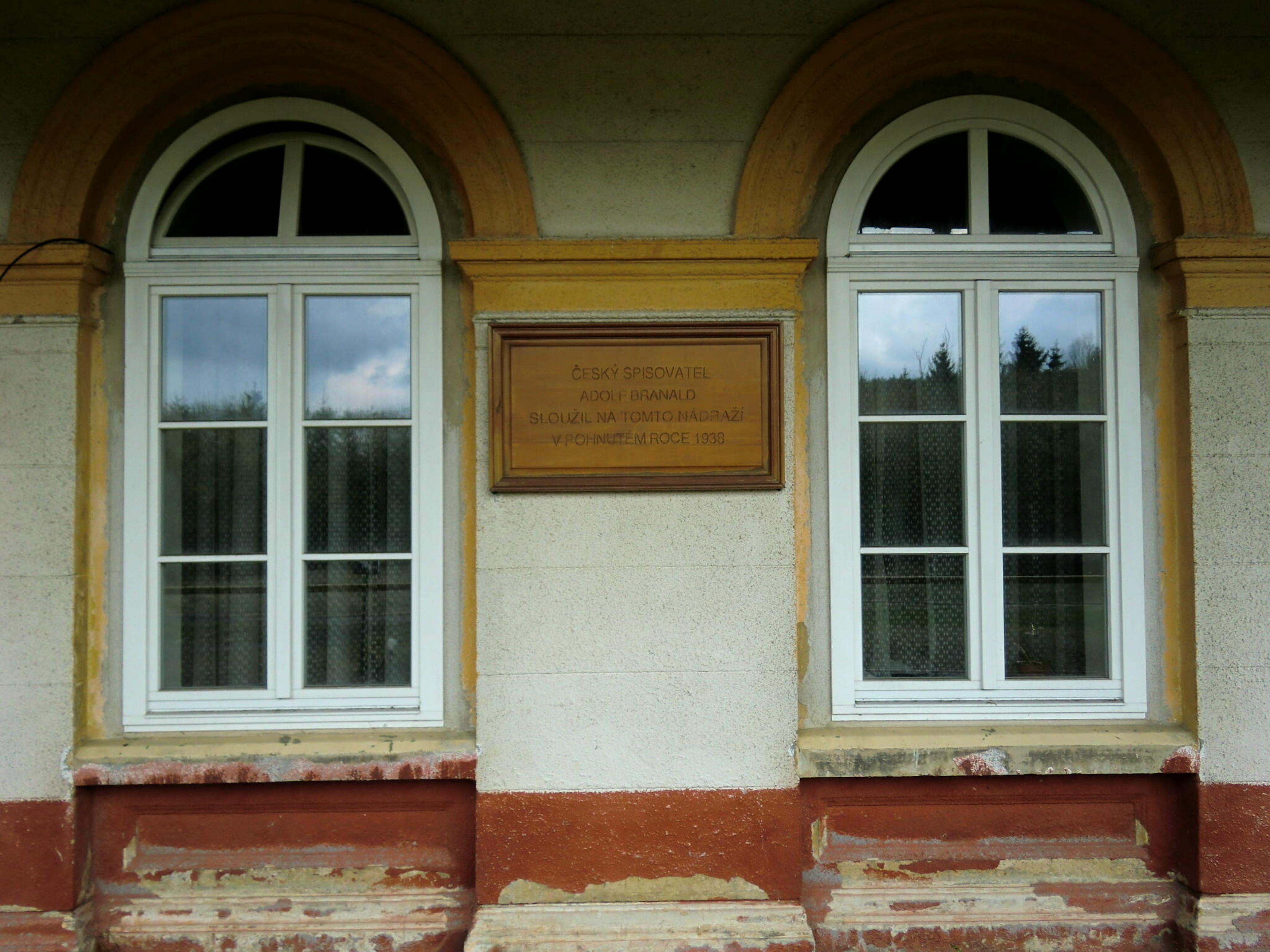
Gedenktafel für Adolf Branald